# Dypsis elegans
Espèce
Statut de conservation UICN

 CR D : 
En danger critique
Dypsis elegans est une espèce de palmiers (Arecaceae), endémique de Madagascar. En 2012, comme en 1995, elle était considérée par l'IUCN comme une espèce en danger critique d’extinction.

## Répartition et habitat
Cette espèce est endémique au sud-est de Madagascar où on la trouve entre 50 et 400 m d'altitude. Elle pousse dans la forêt tropicale humide de basse altitude.